# John Jairo Tréllez
John Jairo Tréllez (Turbo, 29 april 1968) is een voormalig profvoetballer uit Colombia. Hij speelde als aanvaller onder meer in Colombia, Argentinië, Brazilië en Zwitserland gedurende zijn carrière. Zijn bijnaam luidde La Pantera ("De Panter").

## Clubcarrière
Tréllez speelde vier seizoenen als aanvaller in eigen land bij Atlético Nacional, voordat hij in 1989 naar Zwitserland vertrok en zich voor twee seizoenen aansloot bij FC Zürich.

## Interlandcarrière
Tréllez kwam in totaal 25 keer (drie doelpunten) uit voor de nationale ploeg van Colombia in de periode 1987–1994. Hij maakte zijn debuut op 11 juni 1987 in de vriendschappelijke thuiswedstrijd tegen Ecuador, die met 1-0 werd gewonnen dankzij een doelpunt van Leonel Álvarez. Het oefenduel was de eerste interland onder leiding nieuwe Colombiaanse bondscoach Francisco Maturana. Andere debutanten in die wedstrijd waren doelman René Higuita, Alexis Mendoza, Luis Fernando Herrera, Luis Carlos Perea en Juan Jairo Galeano.

## Erelijst
Atlético Nacional
- Copa Mustang

1991
- Topscorer Copa Mustang

1992 (25 goals)
- Copa Libertadores

1989